# Stare Miasto (Olsztyn)

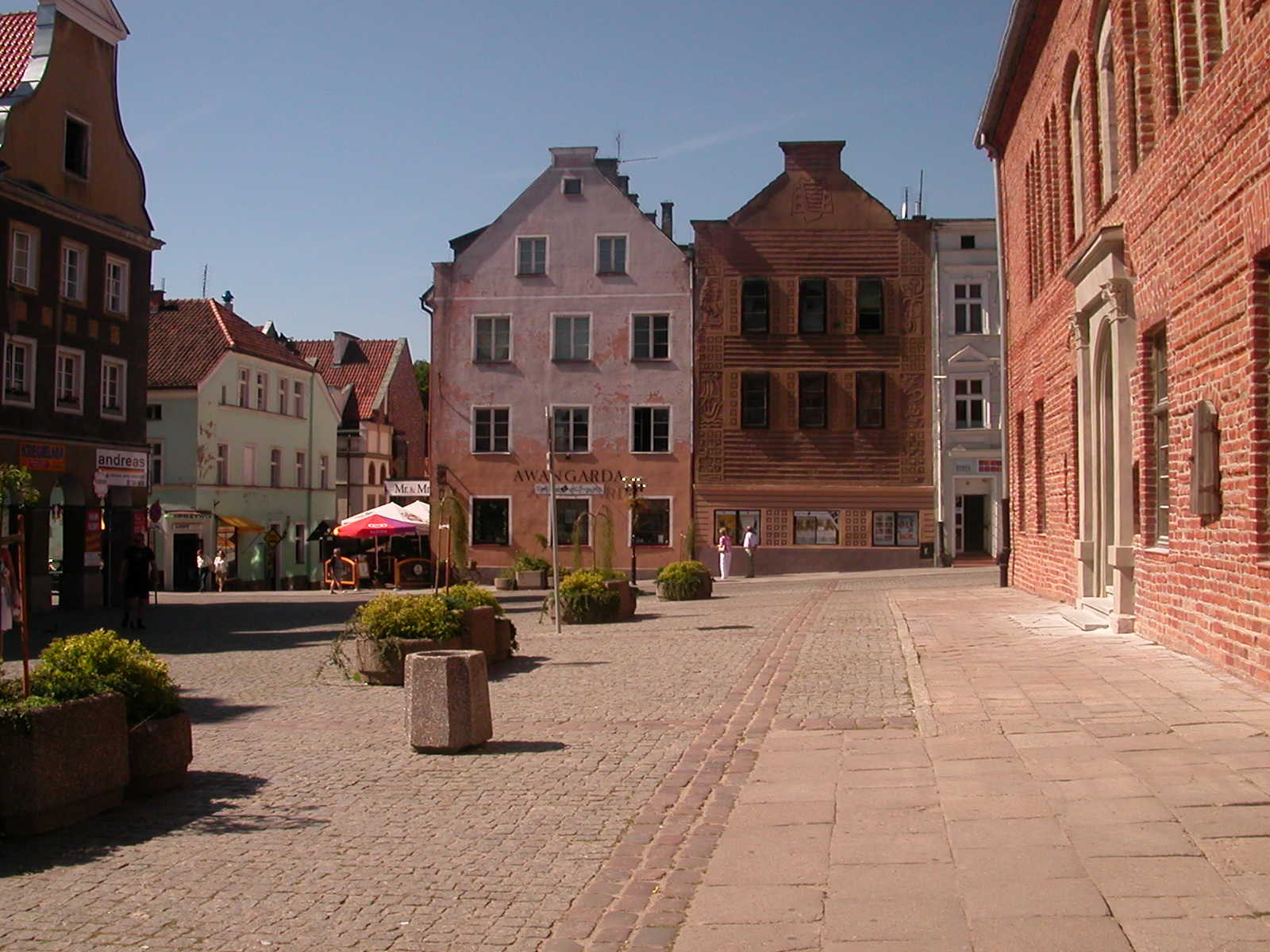
Stare Miasto

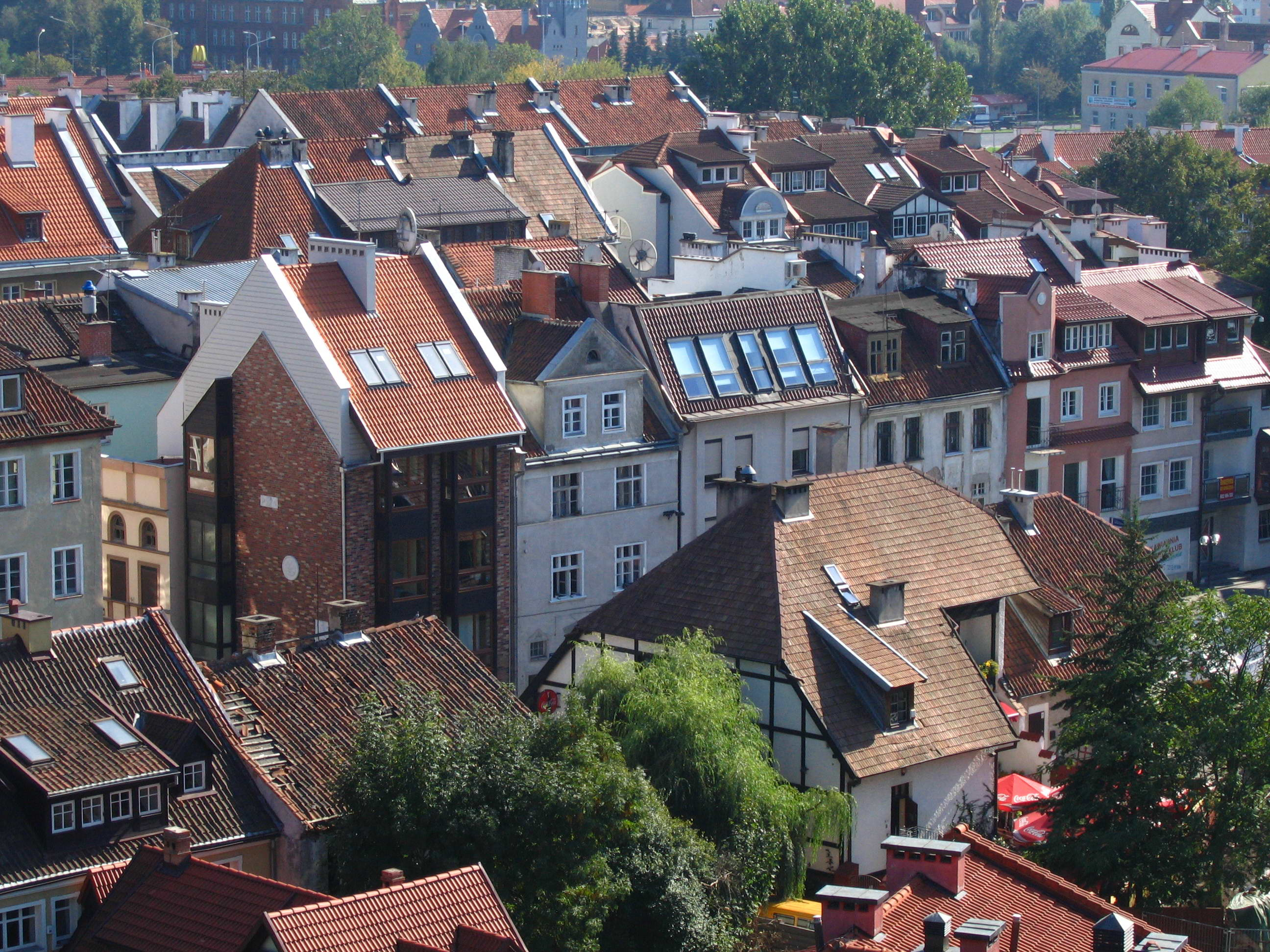
kamienice Starego Miasta z okna wieży zamkowej

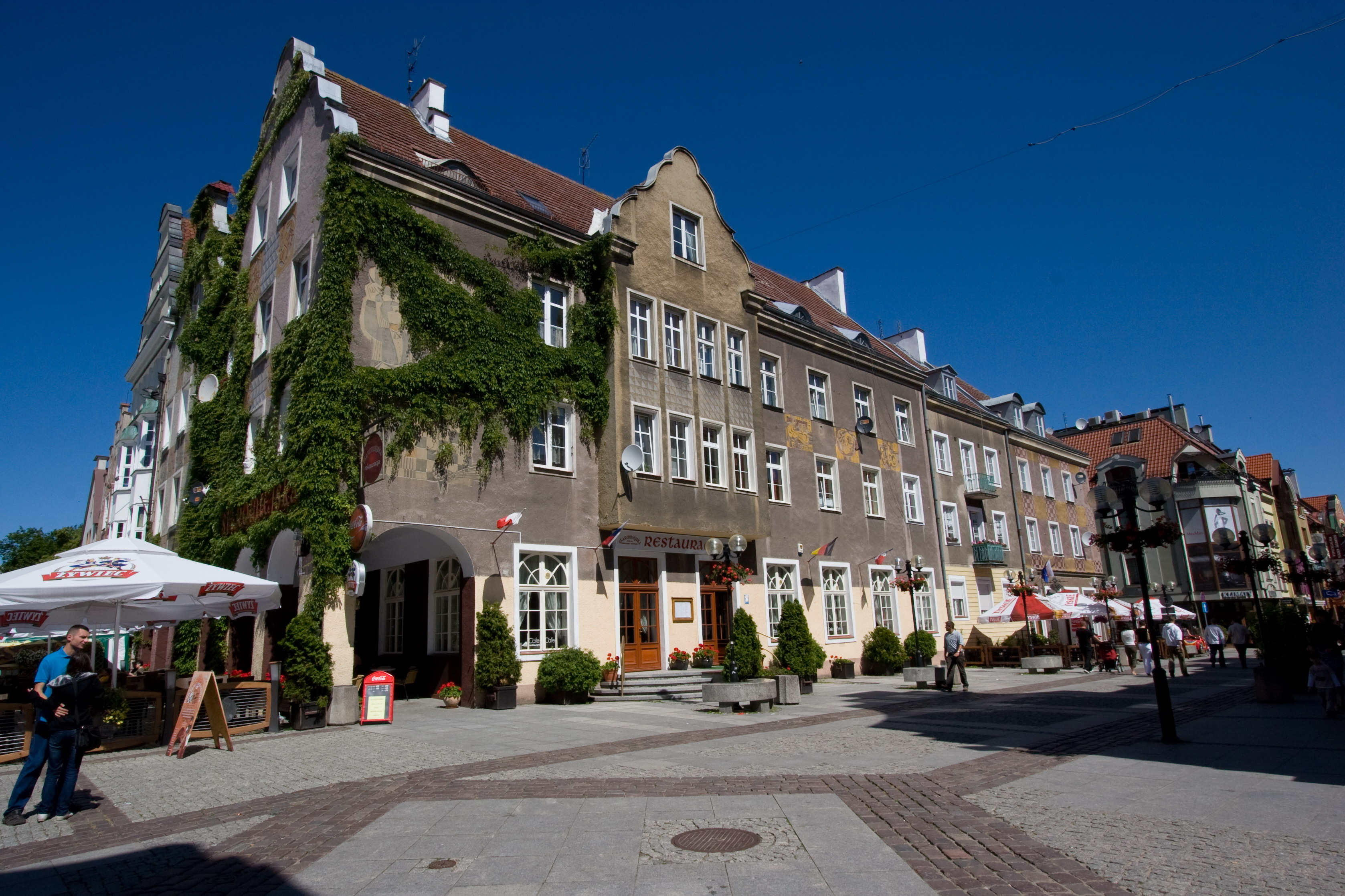
ul. Staromiejska

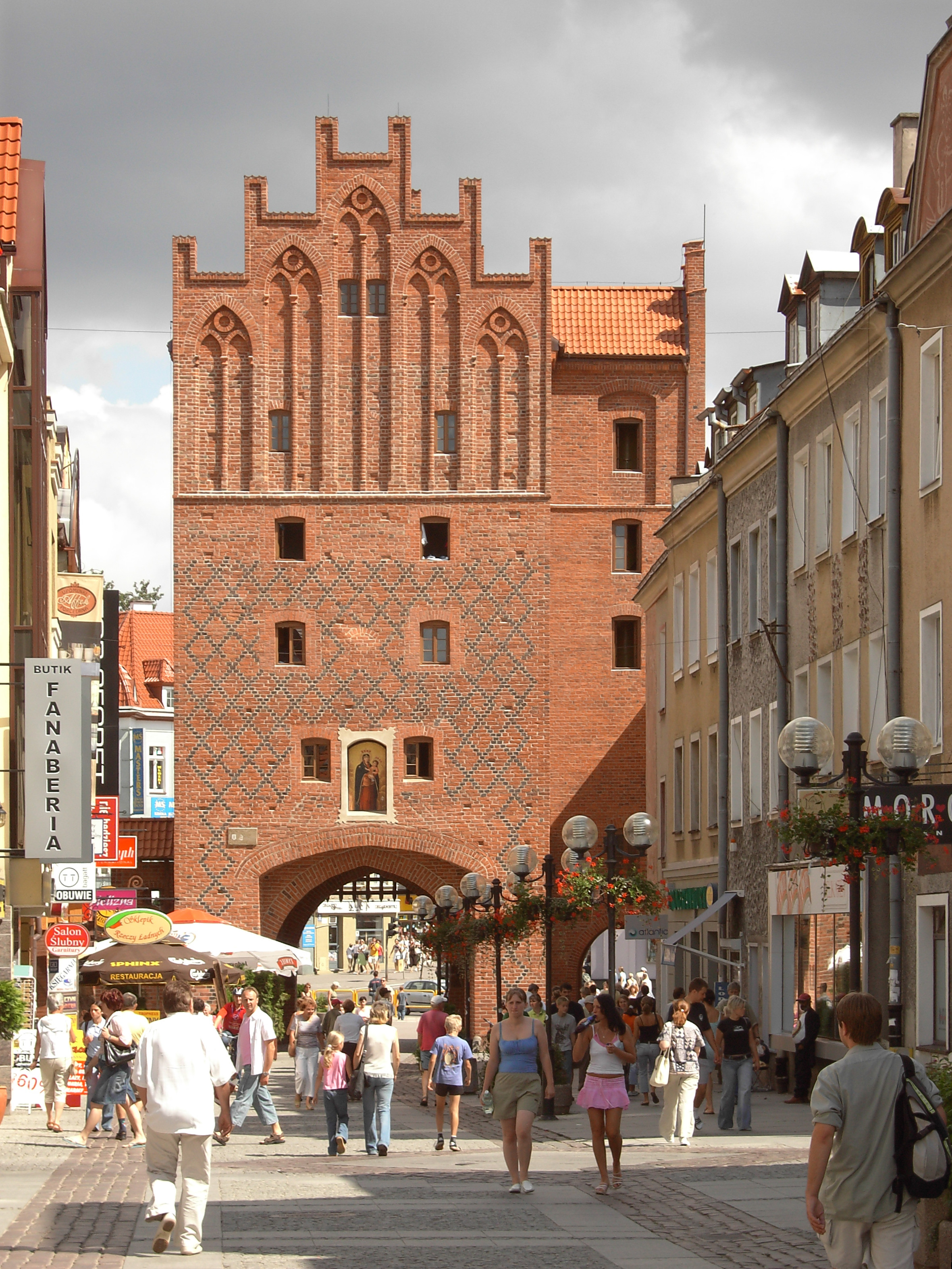
Brama Górna w Olsztynie

Stare Miasto – część dzielnicy administracyjnej Śródmieście w Olsztynie. Najstarsza część Olsztyna, wyznaczona przywilejami lokacyjnymi w latach 1353 i 1378. Aż do XIX wieku miasto Olsztyn nie wychodziło poza obszar dzisiejszego Starego Miasta. 

## Ulice i place
- Staromiejskie ulice w Olsztynie

## Ważniejsze zabytki
- gotycki Zamek Kapituły Warmińskiej z II połowy XIV w. ze śladami pobytu Mikołaja Kopernika,
- Wysoka Brama z XV w. oraz odsłonięte przez archeologów fundamenty bramy z XIV w.,
- fragmenty murów obronnych z XIV-XV w.,
- XIV-wieczna katedra pw. św. Jakuba (bazylika mniejsza),
- Stary Ratusz (wzniesiony w XV w., rozbudowany w latach 1623–1624),
- Dom Burmistrza z gotyckimi arkadami z XV w.,
- Rynek Starego Miasta z barokową zabudową,
- neogotycki kościół ewangelicko-augsburski z XIX w.,
- park zamkowy rozciągający się na obszarze dawnej fosy.

## Inne atrakcje
Latem Stare Miasto staje się plenerową sceną, na której odbywa się najdłuższy w Polsce festiwal pod nazwą Olsztyńskie Lato Artystyczne.